# 듀플렉스 (영화)
《듀플렉스》(영어: Duplex)는 미국에서 제작된 대니 더비토 감독의 2003년 블랙 코미디 영화이다. 벤 스틸러, 드루 배리모어가 주연과 제작을 맡았다.

## 줄거리
순진한 젊은 부부가 일견 완벽해 보이는 브루클린 브라운스톤 듀플렉스 집을 샀다가 꼭대기 층에 세를 내고 사는 아일랜드계 노인에게 시달린 끝에 전면전에 돌입한다.

## 출연진
- 벤 스틸러 - 앨릭스 로즈 역
- 드루 배리모어 - 낸시 켄드릭스 역
- 아일린 에슬 - 코널리 부인 역
- 하비 파이어스틴 - 케네스 역
- 저스틴 서로 - 쿠프 역
- 제임스 리마 - 칙 역
- 로버트 위즈덤 - 댄 경관 역
- 스우시 커츠 - 진 역
- 월리스 숀 - 허먼 역
- 마이아 루돌프 - 태라 역
- 앰버 벌레타 - 세일린 역
- 미셸 크루직 - 캉 의사 역
- 트레이시 월터 - 약국 고객 역
- 대니 더비토 - 해설 (크레디트 미기재)

## 기타 제작진
- 공동 제작: 래리 도일
- 배역: 마저리 심킨
- 미술: 로빈 스탠드퍼, 스티븐 앨러시
- 의상: 조지프 G. 올리시